# Boško Abramović
Boško Abramović (Zrenjanin, 18 febbraio 1951 – Zrenjanin, 19 dicembre 2021) è stato uno scacchista serbo.
Grande maestro dal 1984, fu anche Arbitro internazionale e Istruttore Senior della FIDE (FIDE Senior Trainer).
Per diversi anni fu selezionatore della nazionale serba per le Olimpiadi.
Il suo massimo punteggio Elo è stato di 2 633 punti.
Principali risultati:
- 1981: 1º nell'open di Lugano
- 1981: vince con la nazionale jugoslava le Balkaniadi di Atene;[1]
- 1982: 2º nel Reykjavík Open, dietro a Lev Al'burt;
- 1983: 1º a Vrnjačka Banja e a Niš;
- 1984: 1º a Belgrado e a Linz;
- 1986: 2º a Montpellier;
- 1990: 1º a Berlino e a Oberwart;
- 1993: 1º a Kladovo;
- 1995: 1º a Bela Crkva;
- 2005: =1º a Belgrado con Igor Miladinović e Dejan Nestorević;
- 2006: 2º nel campionato della Serbia e Montenegro, dietro a Branko Damljanović.